# همضرب (نظریه رسته‌ها)
همضرب (به انگلیسی: coproduct) یا جمع رسته‌ای در نظریه رسته‌ها، یک ساختار است که به عنوان مثال می‌تواند اجتماع مجزای مجموعه‌ها، و در فضاهای توپولوژیکی همان ضرب آزاد گروه‌ها، و جمع مستقیم مدول‌ها و فضاهای برداری باشد. همضرب برای خانواده‌ای از اشیاء، اساساً برابر «خاص‌ترین» شیءای است که در آن، هر شیء در خانواده یک ریختار را می‌پذیرد. این مفهوم دوگان رسته-نظری برای ضرب رسته‌ای است، که یعنی تعریف آن مشابه ضرب است اما در آن همه پیکان‌ها معکوس شده‌اند. علیرغم این تغییر بظاهر بدون ضرر در نام و نماد، همضرب گاهی (و معمولاً به صورت چشمگیر) با ضرب متفاوت است.

## تعریف
فرض کنید که {\displaystyle C} یک رسته باشد، و فرض کنید که {\displaystyle X_{1}} و {\displaystyle X_{2}} برابر اشیای {\displaystyle C} باشند. یک شیء همضرب {\displaystyle X_{1}} و {\displaystyle X_{2}} نامیده می‌شود و به صورت {\displaystyle X_{1}\coprod X_{2}} یا {\displaystyle X_{1}\oplus X_{2}} یا گاهی به صورت ساده {\displaystyle X_{1}+X_{2}} نوشته می‌شود اگر یک ریختار {\displaystyle i_{1}:X_{1}\to X_{1}\coprod X_{2}} و {\displaystyle i_{2}:X_{2}\to X_{1}\coprod X_{2}} موجود باشد که این ویژگی جهانی را برآورده سازد: برای هر شیء {\displaystyle Y} و هر ریختار {\displaystyle f_{1}:X_{1}\to Y} و {\displaystyle f_{2}:X_{2}\to Y} یک ریختار یکتا {\displaystyle f:X_{1}\coprod X_{2}\to Y} موجود است به این صورت که {\displaystyle f_{1}=f\circ i_{1}} و {\displaystyle f_{2}=f\circ i_{2}} است؛ یعنی، نمودار زیر جابجایی است:
پیکان یکتای {\displaystyle f} که نمودار را جابجایی می‌سازد، را می‌توان به صورت {\displaystyle f_{1}\coprod f_{2},} {\displaystyle f_{1}\oplus f_{2},} {\displaystyle f_{1}+f_{2},} یا {\displaystyle \left[f_{1},f_{2}\right]} نمایش داد. ریختارهای {\displaystyle i_{1}} و {\displaystyle i_{2}} یک‌به‌یک کانونی نامیده می‌شوند، اگرچه نیازی نیست که یک‌به‌یک یا حتی مونو باشند.
تعریف یک همضرب را می‌توان به خانواده دلخواهی از اشیاء که توسط {\displaystyle J} اندیس‌دهی شده‌اند تعمیم داد. همضرب خانواده {\displaystyle \left\{X_{j}:j\in J\right\}} برابر شیء {\displaystyle X} همراه با یک گردآورد از ریختارها {\displaystyle i_{j}:X_{j}\to X} است به این‌صورت که، برای هر شیء {\displaystyle Y} و هر گردآورد از ریختارها {\displaystyle f_{j}:X_{j}\to Y} یک ریختار یکتا {\displaystyle f:X\to Y} وجود دارد به اینصورت که {\displaystyle f_{j}=f\circ i_{j}} است؛ یعنی، نمودار زیر برای هر {\displaystyle j\in J} جابجایی‌پذیر باشد:
همضرب {\displaystyle X} برای خانواده {\displaystyle \left\{X_{j}\right\}} را معمولاً توسط {\displaystyle \coprod _{j\in J}X_{j}} یا {\displaystyle \bigoplus _{j\in J}X_{j}} نمایش می‌دهند.
گاهی ریختار {\displaystyle f:X\to Y} را به صورت {\displaystyle \coprod _{j\in J}f_{j}} نشان می‌دهند تا وابستگی آن را به {\displaystyle f_{j}}های منفرد نشان بدهند.

## مثال‌ها
همضرب در رسته مجموعه‌ها به صورت ساده اجتماع مجزا است، که در آن نگاشت‌های ij همان نگاشت‌های شمول هستند. برخلاف ضرب مستقیم، همضرب در رسته‌های دیگر به صورت بدیهی به مفهوم مجموعه‌ها مبتنی نیستند، زیرا اجتماع در ارتباط با نگهداری عمل‌ها خوش‌رفتار نیست (مثلا لازم نیست که اجتماع دو گروه حتماً یک گروه باشد)، و از اینرو همضرب در رسته‌های مختلف، به صورت چشمگیری از همدیگر متفاوت‌اند. برای مثال، همضرب در رسته گروه‌ها، که ضرب آزاد نامیده می‌شود، کاملاً پیچیده‌است. از جهت دیگر، در رسته گروه‌های آبلی (و به صورت برابر برای فضاهای برداری)، همضرب، که جمع مستقیم نام‌دارد، شامل عناصر ضرب مستقیم است که فقط تعداد متناهی عبارت غیرصفر دارد. (از این‌رو با ضرب مستقیم در حالت تعداد فاکتور متناهی یکسان است).
اگر به ما یک حلقه جابه‌جایی R داده شده باشد، همضرب در رسته جبر R-جابجایی، برابر ضرب تنسور است. در رسته جبر-R غیرجابجایی، همضرب برابر خارج‌قسمت جبر تنسور است (ضرب آزاد جبرهای انجمنی را ببینید).
در حالت فضاهای توپولوژیکی، همضرب‌ها همان اجتماع مجزا با توپولوژی‌های اجتماع مجزا هستند؛ یعنی، یک اجتماع مجزا برای مجموعه‌های زیربنایی هستند، و در یک مفهوم بیشتر شهودی، مجموعه‌های بازی هستند که در هر فضا باز هستند. در رسته فضاهای نقطه‌ای، که مبنای نظریه هوموتوپی است، همضرب همان ضرب گوه‌ای است (که اتصال یک گردآورد از فضاها با نقاط مبنا در یک نقطه مبنای مشترک به حساب می‌آیند).
علیرغم همه این عدم تشابه‌ها، هنوز در قلب کل موضوع، یک اجتماع مجزا موجود است: جمع مستقیم گروه‌های آبلی برابر گروهی است که توسط اجتماع مجزای «تقریبی» تولید شده‌است (اجتماع مجزای همه عناصر غیرصفر، همراه با یک صفر مشترک)، به صورت مشابه برای فضاهای برداری: فضای پوشش‌داده شده توسط اجتماع مجزای «تقریبی»؛ ضرب آزاد برای گروه‌ها توسط مجموعه همه حروف از یک اجتماع «تقریباً مجزا»‌ی مشابه تولید می‌شود که در آن هیچ دو عنصری از مجموعه مختلف، اجازه جابجایی ندارند.
همضرب برای رسته پوست برابر عمل جوین است.

## بحث
ساختار همضرب بالا در واقع یک حالت خاص از هم‌حد در نظریه رسته‌است. همضرب در رسته {\displaystyle C} را می‌توان به صورت هم‌حد از هر تابع‌گون از یک رسته مجزای {\displaystyle J} به {\displaystyle C} تعریف کرد.